# La Tossa (Talarn)
La Tossa és una muntanya de 887,4 metres que es troba entre els municipis de Talarn i Tremp (a l'antic terme de Gurp de la Conca), a la comarca de la Pallars Jussà. És al sector sud-est de la Serra de Costa Ampla, a la qual pertany, prop del límit amb Salàs de Pallars, i un xic al nord-oest de la Roca Tosa, amb la qual de vegades se la confon.